# Коцебу (остановочный пункт)
Коцебу́ — железнодорожная станция (тип — остановочный пункт) Северо-Кавказской железной дороги.

## Деятельность
Грузовые и пассажирские операции на станции не производятся.